# Fixkostendeckungsrechnung
Die Fixkostendeckungsrechnung (oder Mehrstufige Deckungsbeitragsrechnung) ist ein wesentlicher Bestandteil und eine Methode der betriebswirtschaftlichen Teilkostenrechnung. Im Gegensatz zur einstufigen Deckungsbeitragsrechnung (Direct Costing), bei der der Deckungsbeitrag direkt der Gesamtheit der Fixkosten gegenübergestellt wird, ist die Fixkostendeckungsrechnung jedoch in mehrere Stufen unterteilt.

## Praktisches Vorgehen
Die Fixkostendeckungsrechnung geht in der ersten Stufe – ganz analog zum Direct Costing – grundsätzlich von einer Trennung in variable Kosten und fixe Kosten aus. In den unterschiedlichen weiteren Stufen werden die fixen Kosten nach dem Grad ihrer Zurechenbarkeit auf ein bestimmtes Produkt weiter aufgeteilt bzw. „gestuft“ in:
- Erzeugnisfixkosten

Durch Entwicklung, Fertigung und Vertrieb verursachte Kosten. Sie lassen sich nur der Gesamtzahl der Produkte innerhalb einer Periode zurechnen, nicht jedem Einzelnen (z. B. Gehälter für Maschinenführer).
- Erzeugnisgruppenfixkosten

Kosten sind nur einer Gruppe von Erzeugnissen zuzuordnen, z. B. Kosten für Spezialmaschinen, die nur bei einer Erzeugnisgruppe anfallen.
- Kostenstellenfixkosten

Entstehen bei einer bestimmten Kostenstelle und sind den Erzeugnissen deshalb nicht direkt anrechenbar (z. B. Gehälter die nicht aufgrund der Produktion anfallen).
- Bereichsfixkosten

Sie sind einem Kostenbereich als einer Gruppe von Kostenstellen zuzuordnen (z. B. fixe Kosten des Verwaltungsbereiches).
- Unternehmensfixkosten

Sie sind der sog. „Fixkostenrest“ und können deshalb auch keinen anderen Stufen zugerechnet werden (z. B. Kosten der Unternehmensleitung aufgrund der produzierten Güter).

### Zurechenbarkeit
Die Zurechenbarkeit zu einem bestimmten Produkt richtet sich nach der verursachungsgerechten Zuordnung von Kosten, also nach dem Einzelkostencharakter der Fixkosten. Somit ist eine „Schlüsselung“ von Kosten (z. B. Von 100 Euro Unternehmensfixkosten entfallen 50 % auf Bereich A, 50 % auf Bereich B, weil diese je die gleiche Anzahl an Mitarbeitern haben) bei der Fixkostendeckungsrechnung verboten.
Sobald man ein Kostenelement – wie auch immer – schlüsselt, weil man es nicht mehr hierarchisch „tiefer“ zuordnen kann, verletzt man die verursachungsgerechte Zuordnung im Sinne der Fixkostendeckungsrechnung.

### Zahlenbeispiel
In Deckungsbeiträgen ausgedrückt sieht die Fixkostendeckungsrechnung so aus:
|                                        | Bereich A  | Bereich A  | Bereich B  | Bereich B  | Bereich B |
| Kalkulationsobjekt                     | Produkt a1 | Produkt a2 | Produkt b1 | Produkt b2 | Produkt c |
| -------------------------------------- | ---------- | ---------- | ---------- | ---------- | --------- |
| Nettoumsatz                            | 1000       | 5000       | 750        | 200        | 500       |
| ./. variable Kosten                    | 100        | 1000       | 250        | 50         | 80        |
| = Deckungsbeitrag I                    | 900        | 4000       | 500        | 150        | 420       |
| ./. Erzeugnisfixkosten                 | 100        | 800        | 100        | 40         | 20        |
| = Deckungsbeitrag II                   | 800        | 3200       | 400        | 110        | 400       |
| = Zwischensumme                        | 4000       | 4000       | 510        | 510        | 400       |
| ./. Erzeugnisgruppenfixkosten          | 1900       | 1900       | 210        | 210        | 110       |
| = Deckungsbeitrag III                  | 2100       | 2100       | 300        | 300        | 290       |
| Zwischensumme                          | 2100       | 2100       | 590        | 590        | 590       |
| ./. Bereichsfixkosten                  | 1100       | 1100       | 290        | 290        | 290       |
| = Deckungsbeitrag IV                   | 1000       | 1000       | 300        | 300        | 300       |
| = Zwischensumme                        | 1300       | 1300       | 1300       | 1300       | 1300      |
| ./. Unternehmensfixkosten              | 800        | 800        | 800        | 800        | 800       |
| = Deckungsbeitrag V / Betriebsergebnis | 500        | 500        | 500        | 500        | 500       |